# Guzmania lingulata
Guzmania lingulata (L.) Mez, llamada flor del incienso en México, es una especie de planta de la familia de las bromeliáceas dentro de la subfamilia Tillandsioideae.

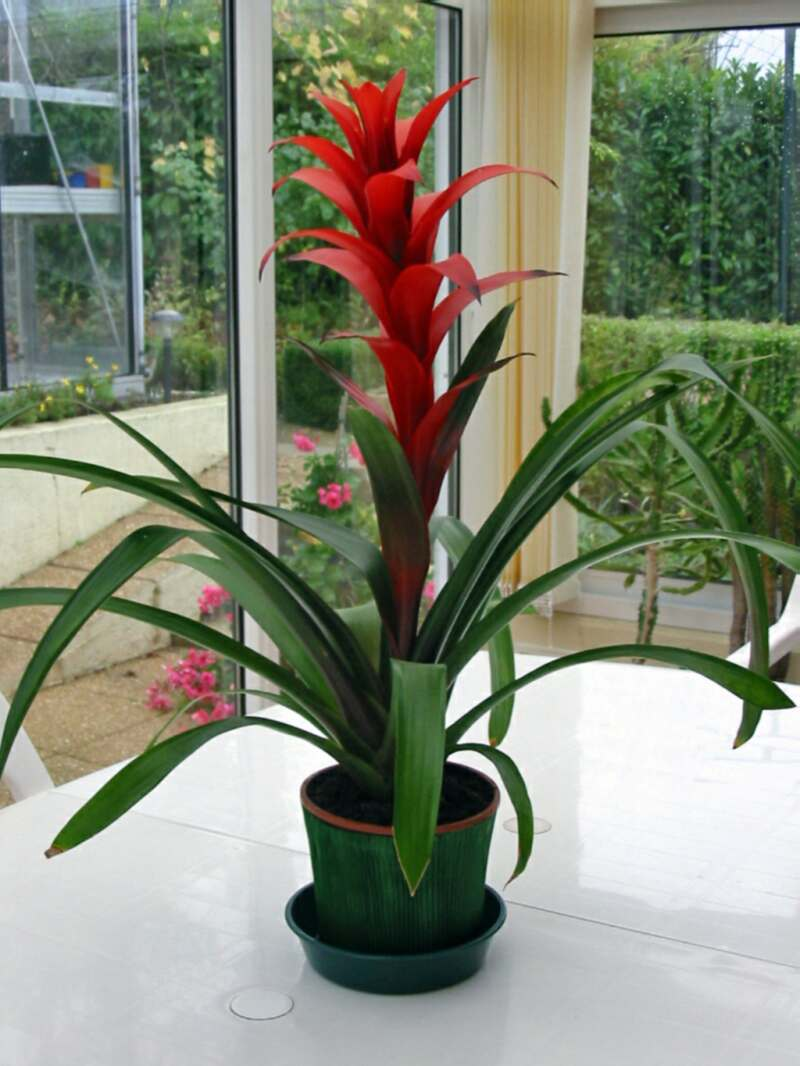
Vista de la planta

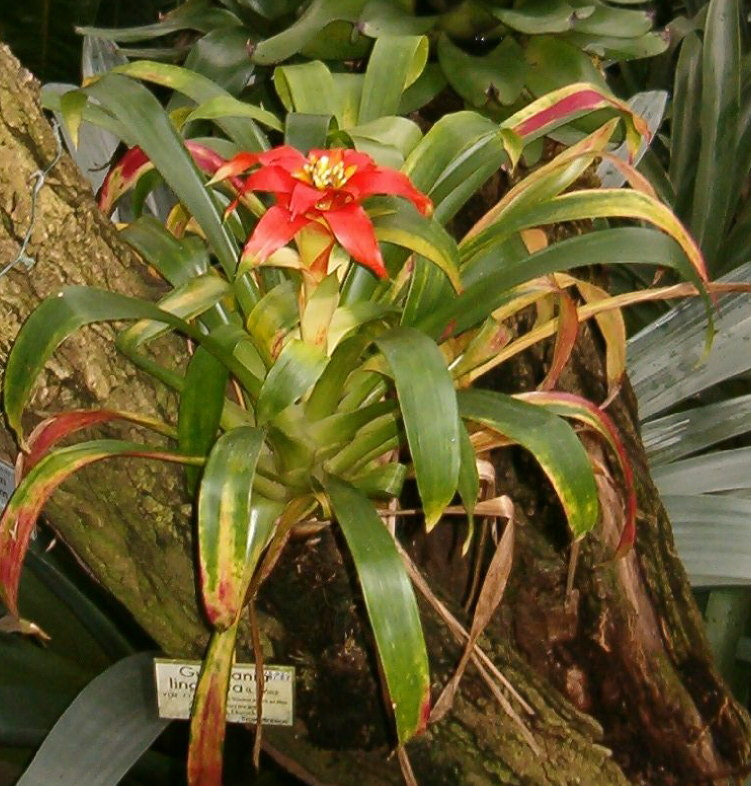
En su hábitat

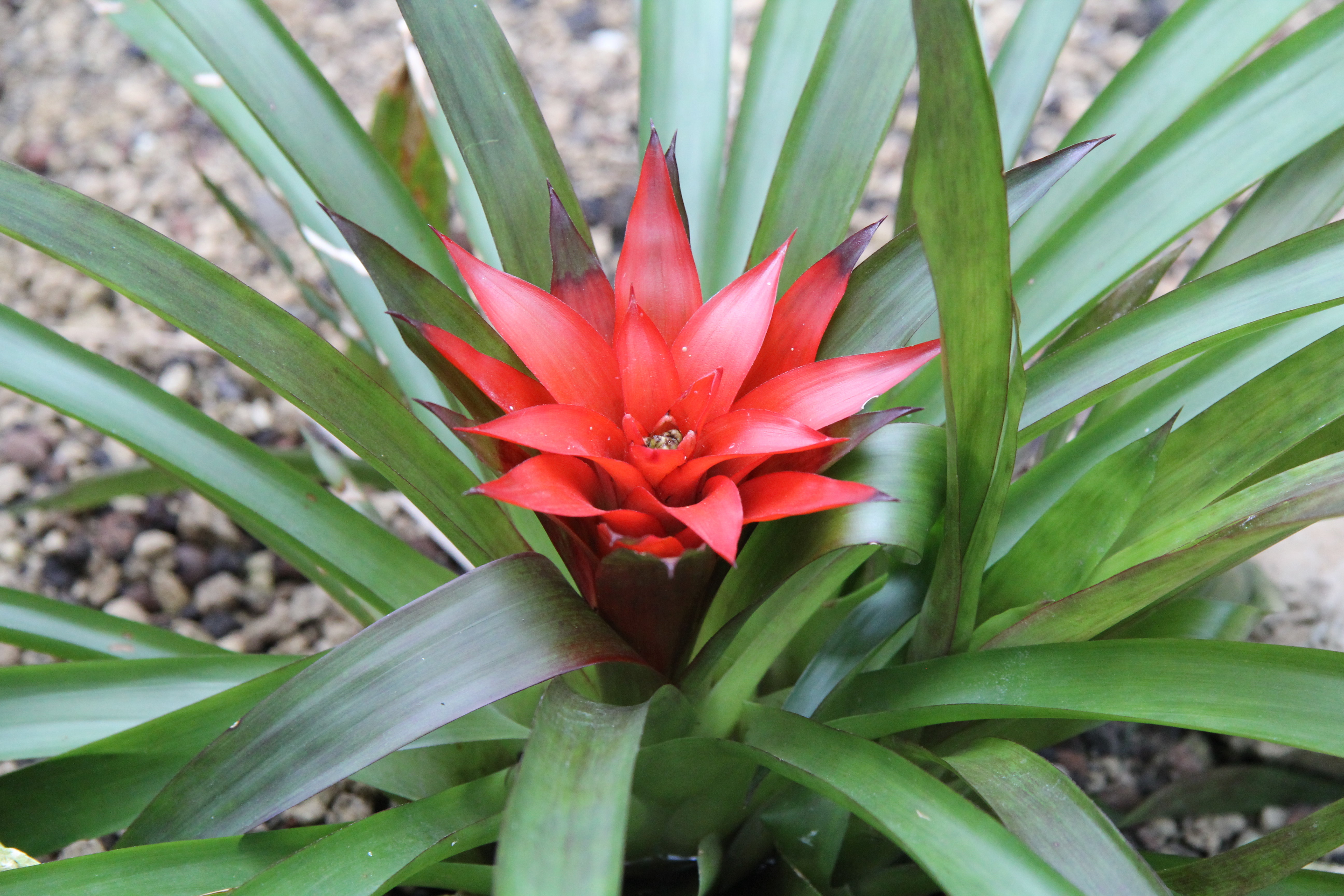
Detalle de la planta

## Descripción
Planta acaulescente, que alcanza los 16–29 cm de alto en flor. Hojas 14–41 cm de largo; vainas café pálidas con líneas finas púrpuras a cafés; láminas liguladas, agudas, glabras a esparcidamente lepidotas. El follaje crece en forma de estrella desde una roseta basal, que culmina en una inflorescencia con brácteas de color naranja y rojo. Escapo de  13–17 cm de largo, brácteas foliáceas mucho más largas que los entrenudos; inflorescencia simple, densamente capitada, 4–8 cm de largo, con 4 o 5 (o más) flores, brácteas florales de 3 cm de largo, lisas, ecarinadas, cuculadas, membranáceas a subcoriáceas, flores erectas, sésiles; sépalos 2–2.5 (–3) cm de largo, libres, los 2 posteriores ocasionalmente carinados, membranáceos; pétalos hasta 4 cm de largo, blancos. Cápsula 3–4 cm de largo, coma de la semilla ferrugínea.  Se encuentran entre los más comúnmente cultivados tipos de bromelias.

## Distribución geográfica
Se encuentran en las regiones tropicales de Centroamérica y Suramérica hasta Perú y Bolivia.

## Hábitat
Es una especie común, en los bosques muy húmedos, nebliselvas, bosques perennifolios, a una altitud de 0–1000 (–1200) m; fl jul–feb, fr casi todo el año;

## Taxonomía
Guzmania lingulata fue descrita por (L.) Mez y publicado en Monographiae Phanerogamarum 9: 899. 1896.
Etimología
Guzmania: nombre genérico otorgado en honor del farmacéutico español Anastasio Guzmán, que también fue un coleccionista de objetos de historia natural.
lingulata: epíteto latino que significa "como una pequeña lengua".
Subespecies
- Guzmania lingulata var. cardinalis (André) Mez
- Guzmania lingulata var. concolor Proctor & Cedeño-Mald.
- Guzmania lingulata var. flammea (L.B.Sm.) L.B.Sm.
- Guzmania lingulata var. lingulata[7]

Sinonimia
De Guzmania lingulata (L.) Mez
- Tillandsia lingulata L.
- Caraguata lingulata (L.) Lindl.
- Tillandsia clavata D.Dietr., nom. superfl.[8]

De Guzmania lingulata var. cardinalis (André) Mez
- Caraguata lingulata var. cardinalis Andr.
- Guzmania cardinalis (André) Mez
- Caraguata cardinalis (Andr.) André[9]

De Guzmania lingulata var. concolor Proctor & Cedeño-Mald.
- Tillandsia sordida Salisb.
- Caraguata latifolia Beer
- Guzmania minor Mez
- Guzmania lingulata var. minor (Mez) L.B.Sm. & Pittendr.[10]

De Guzmania lingulata var. flammea (L.B.Sm.) L.B.Sm.
- Guzmania minor var. flammea L.B.Sm.[11]

De Guzmania lingulata var. lingulata
- Caraguata splendens Planch.
- Caraguata peacockii E.Morren
- Guzmania peacockii (E.Morren) Mez
- Guzmania lingulata var. splendens (Planch.) Mez[12]
- Caraguata latifolia var. clavata Plum.[13]
- Caraguata virens Brongn. ex Baker[14]